# Liste der Naturdenkmale in Geyer
Die Liste der Naturdenkmale in Geyer nennt die Naturdenkmale in Geyer im sächsischen Erzgebirgskreis.

## Definition
„Naturdenkmäler sind rechtsverbindlich festgesetzte Einzelschöpfungen der Natur oder entsprechende Flächen bis zu fünf Hektar, deren besonderer Schutz erforderlich ist
1. aus wissenschaftlichen, naturgeschichtlichen oder landeskundlichen Gründen oder
2. wegen ihrer Seltenheit, Eigenart oder Schönheit.“

„§ 18 – Naturdenkmäler – (zu § 28 BNatSchG)
(1) Die Erklärung nach § 22 Abs. 1 BNatSchG von Teilen von Natur und Landschaft als Naturdenkmal erfolgt durch Rechtsverordnung oder Einzelanordnung.
(2) Über § 28 Abs. 1 BNatSchG hinaus können Naturdenkmäler zur Sicherung von Lebensgemeinschaften oder Lebensstätten von im Bestand gefährdeten oder streng geschützten Arten festgesetzt werden.“

## Liste
Link zu einem Kartenansichtstool, um Koordinaten zu setzen.
| Bild                          | Bezeichnung                         | Lage                                     | Beschreibung                          | Datum                                                                                       | Nummer     |
| ----------------------------- | ----------------------------------- | ---------------------------------------- | ------------------------------------- | ------------------------------------------------------------------------------------------- | ---------- |
| mehr Fotos \| Fotos hochladen | Die Binge                           | Geyer (50° 37′ 15,6″ N, 12° 55′ 43,2″ O) | Fläche: ca. 88830 m² - Umfang: 1286 m | Beschluss des Rates des Kreises Annaberg Nr. 787 vom 14. 9. 1955                            | 364.23-094 |
| BW                            | Feuchtgebiet am Ratsteich bei Geyer | Geyer (50° 38′ 39,5″ N, 12° 55′ 1,8″ O)  | Fläche: ca. 39902 m²                  | Verordnung des Landkreises Annaberg vom 20. 3. 1997, Landkreisnachrichten Nr. 4/1997, S. 10 | 364.23-093 |
| BW                            | Gifthüttenmoor Geyer                | Geyer (50° 38′ 58,5″ N, 12° 54′ 15,5″ O) | Fläche: ca. 47351 m²                  | Verordnung des Landkreises Annaberg vom 14. 2. 2003, Landkreisnachrichten Nr. 08/2003, S. 3 | 364.23-092 |
| BW                            | Hoffmannsteich                      | Geyer (50° 38′ 28,6″ N, 12° 52′ 7,1″ O)  | Fläche: ca. 24137 m²                  | Verordnung des Landratsamtes Erzgebirgskreis vom 2. 2. 2001, SächsGVBl. S. 86               | 364.23-096 |
| BW                            | Ratsteich bei Geyer                 | Geyer (50° 38′ 36,6″ N, 12° 55′ 9,7″ O)  | Fläche: ca. 27975 m²                  | Verordnung des Landkreises Annaberg vom 20. 3. 1997, Landkreisnachrichten Nr. 4/1997, S. 11 | 364.23-091 |
| BW                            | Rentzschwiese Geyer                 | Geyer (50° 38′ 59″ N, 12° 53′ 37,7″ O)   | Fläche: ca. 32314 m²                  | Verordnung des Landratsamtes Erzgebirgskreis vom 2. 2. 2001, SächsGVBl. S. 89               | 364.23-095 |